# Ryszard Wojdak
Ryszard Wojdak (ur. 9 marca 1919, zm. 18 lutego 2001) – polski działacz młodzieżowy i partyjny, poseł do Krajowej Rady Narodowej, przewodniczący Związku Młodzieży Demokratycznej. 

## Życiorys
Po uzyskaniu w 1937 świadectwa maturalnego w I Gimnazjum i Liceum Miejskim rozpoczął studia z dziedziny psychologii na Uniwersytecie Warszawskim. W czasie II wojny światowej kontynuował naukę na podziemnej uczelni, był także pracownikiem spółdzielni "FF" oraz Instytutu Oftalmicznego. Walczył w Gwardii Ludowej oraz Związku Walki Młodych. W latach 1945–1947 pełnił obowiązki przewodniczącego Związku Młodzieży Demokratycznej oraz sprawował mandat posła do Krajowej Rady Narodowej z ramienia Stronnictwa Demokratycznego. Był członkiem Komisji Wyznaniowej i Narodowościowej. W 1947 wycofał się z życia politycznego, podejmując w 1950 próbę ukończenia rozpoczętych przed wojną studiów. W grudniu 1983 wyróżniony Pamiątkowym Medalem z okazji 40 rocznicy powstania Krajowej Rady Narodowej.